# Rodaminy

Szkielet strukturalny rodamin

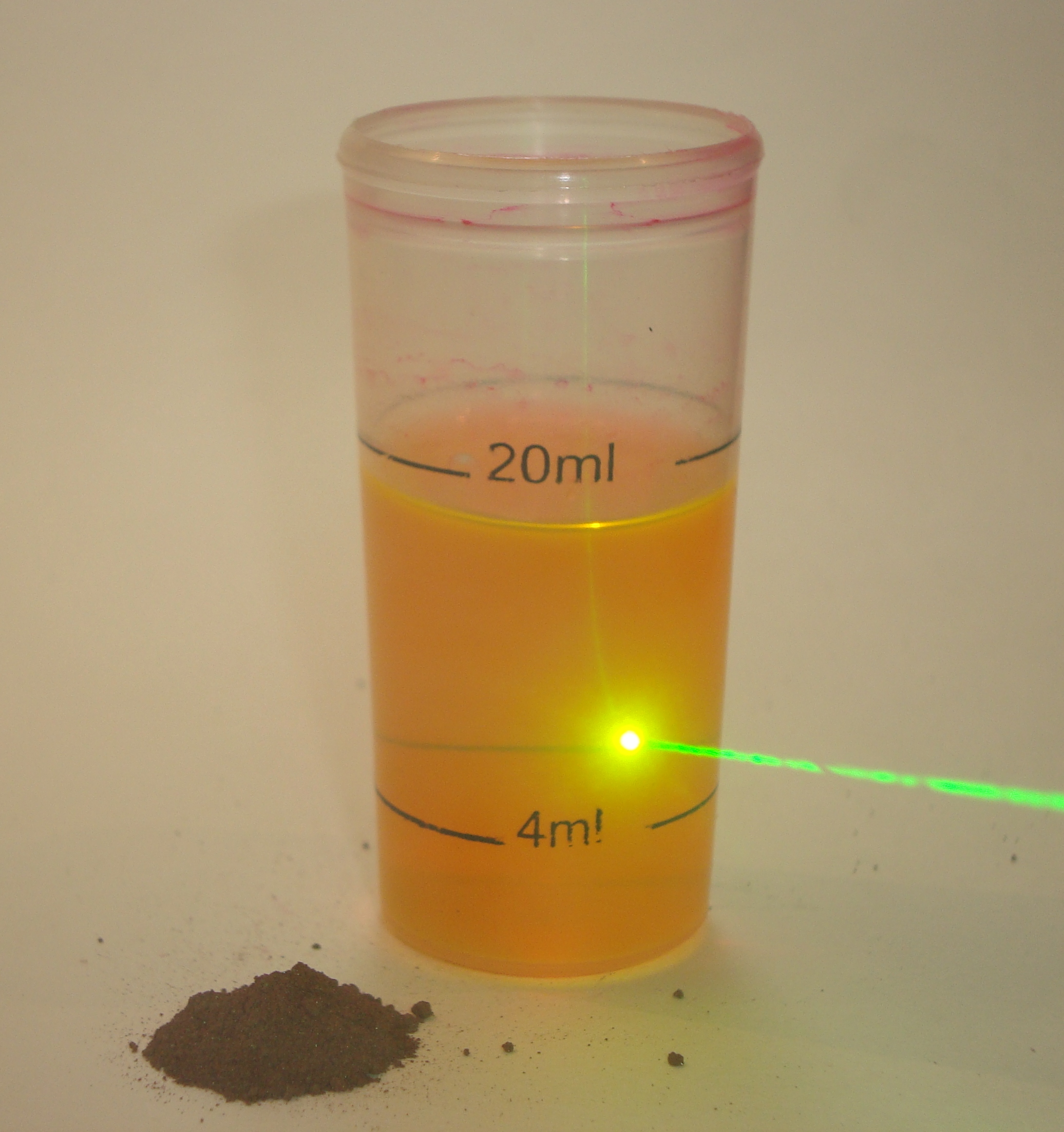
Roztwór rodaminy 6G w metanolu emitujący żółte światło podczas naświetlania laserem o długości fali 532 nm

Rodaminy – organiczne związki chemiczne z grupy trifenylometylowych barwników ksantenowych. Stosowane do barwienia wełny, jedwabiu, papieru, a także do oznaczania jonów metali ciężkich w analizie chemicznej. W biologii stosuje się je jako barwniki fluorescencyjne. Grupa ta obejmuje m.in. rodaminę B, rodaminę 3B, rodaminę 6G i rodaminę 123.

Struktury wybranych rodamin
rodamina B
rodamina 6G
rodamina 123